# 泰德·佩恩猪笼草
泰德·佩恩猪笼草（学名：Nepenthes 'Ted Payne'）是由诺斯猪笼草（N. northiana）和大猪笼草（N. maxima）杂交得到的人工杂交种。因该栽培种名称发表时未包含描述，违反《国际栽培植物命名规则》第24.1条，所以该名称是非正式的。混合猪笼草（N. × mixta）为该人工杂交种的一个异名。
1987年，布鲁斯·李·贝德纳（Bruce Lee Bednar）和奥格尔·克莱德·布兰布利特（Orgel Clyde Bramblett）将泰德·佩恩猪笼草的雄性植株与奇异猪笼草（N. mirabilis）的雌性植株杂交。该杂交种是少数他们当时未命名的人工杂交种。该栽培种名称最初发表于1994年3月的《食虫植物通讯》中，为“mirabilis × "Ted Payne"”

## 扩展阅读
- 食虫植物照片搜寻引擎中艾米·米歇尔猪笼草的照片 （页面存档备份，存于）